# マッキニー (テキサス州)
マッキニー（英: McKinney）は、アメリカ合衆国テキサス州の都市。コリン郡の郡庁所在地である。人口は19万5308人（2020年）。ダラス北側の人口増加率の高い地域に位置している。マッキニー市もコリン郡も、テキサス独立宣言に署名し、テキサス共和国レッドリバー地区の代議員を務めた「コリン・マッキニー」に由来している。
アメリカ合衆国の人口5万人以上の都市の中で2000年から2003年、さらに2006年に人口増加率が最大だった。2007年では人口10万人以上の都市の中で人口増加率第2位、2008年では第3位となった。
2010年8月、CNNの雑誌「マネー｣の「全米で住みたい場所リスト」では第5位になった。

## 歴史
マッキニーはテキサス独立宣言に署名者かつ州北部の郡部を設立する法案を起草したコリン・マッキニーに因んで名付けられた。1849年3月24日、マッキニー市となっている土地3,000エーカー (12 km²) の所有者であるウィリアム・デイビスが 120 エーカー (0.49 km²) を町のために寄付した。その10年後にマッキニーは自治体化され、1913年には市政委員会方式の市政府が採用された。
マッキニーはその初めの125年間の歴史で郡の商業中心として機能してきた。この郡庁所在地では農民達に小麦粉、トウモロコシを供給し、綿紡織場、綿繰り機、綿圧縮機および綿種子油製造機を備え、また銀行、教会、学校、新聞、さらには1880年代からオペラハウスができた。企業としては繊維製造工場、製氷会社、大型乳製品工場、および衣類製造会社ができていった。人口は1848年の35人から1912年の4,714人にまで成長した。1953年には人口が1万人を超え、企業は355社あった。マッキニーは1960年代まで郡の農業中心として機能し続けた。

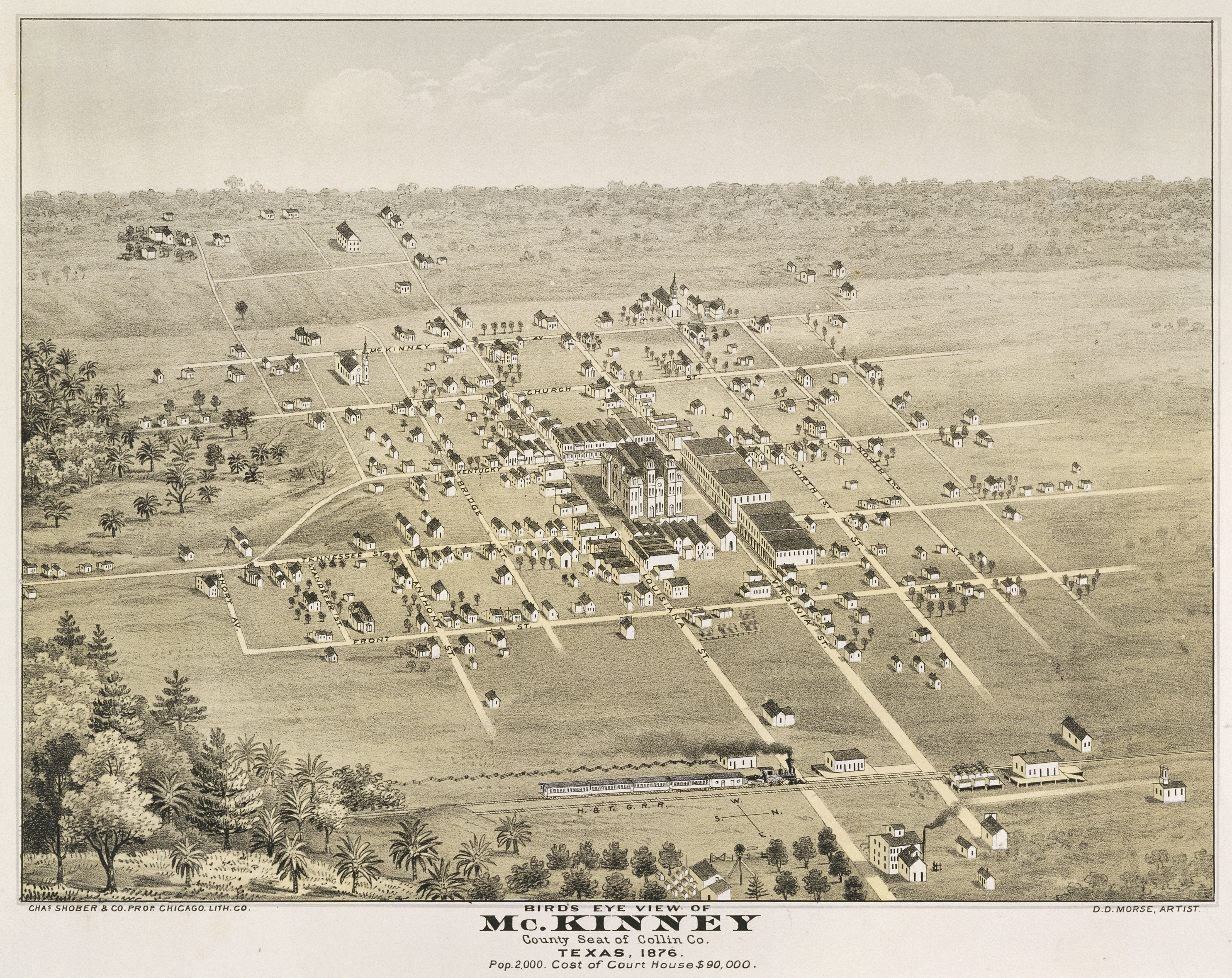
1876年の市街図

1970年にプラノがマッキニーの規模を上回った。マッキニーは緩りと成長しており1970年国勢調査での15,193人から1990年の21,283人へと変化した。1980年代半ばにはプラノやダラスで働く住人の通勤のための中心となった。1985年時点では人口が16,000人を超えただけであり、企業は254社だった。その後にマッキニーは急速な人口増加を味わった。2000年国勢調査では人口54,369人、企業数2,005社となり、2006年の推計では人口107,530人となった。2010年時点では約128,000人となっている。
2010年、マッキニーは雑誌「マネー｣の「全米で住みたい場所リスト」では第5位になった。

## 人口動態
以下は2006年の推計による人口統計データである。
| 基礎データ - 人口: 102,853人 - 世帯数: 28,186世帯 - 家族数: 26,089家族 - 人口密度: 361.7人/km2（937.0人/mi2） - 住居数: 29,462軒 - 住居密度: 129.5軒/km2（335.4軒/mi2） 人種別人口構成 - 白人: 78.40% - アフリカン・アメリカン: 7.20% - ネイティブ・アメリカン: 0.54% - アジア人: 1.49% - 太平洋諸島系: 0.06% - その他の人種: 10.23% - 混血: 2.07% - ヒスパニック・ラテン系: 18.16% 年齢別人口構成 - 18歳未満: 30.9% - 18-24歳: 9.3% - 25-44歳: 36.4% - 45-64歳: 16.5% - 65歳以上: 6.8% - 年齢の中央値: 31歳 - 性比（女性100人あたり男性の人口） - 総人口: 102.4 - 18歳以上: 99.4 | 世帯と家族（対世帯数） - 18歳未満の子供がいる: 45.1% - 結婚・同居している夫婦: 63.6% - 未婚・離婚・死別女性が世帯主: 9.5% - 非家族世帯: 23.2% - 単身世帯: 19.0% - 65歳以上の老人1人暮らし: 5.3% - 平均構成人数 - 世帯: 2.89人 - 家族: 3.29人 収入と家計 - 収入の中央値 - 世帯: 63,366 米ドル - 家族: 72,133米ドル - 性別 - 男性: 50,663米ドル - 女性: 32,074米ドル - 人口1人あたり収入: 28,185米ドル - 貧困線以下 - 対人口: 8.5% - 対家族数: 4.9% - 18歳未満: 9.2% - 65歳以上: 7.9% |

2007年推計に拠れば、世帯あたり収入の中央値は74,790ドル、家族あたりは87,193ドルとなっている。

## 地理
マッキニーは北緯33度11分50秒 西経96度38分23秒 / 北緯33.19722度 西経96.63972度に位置する。
アメリカ合衆国国勢調査局に拠れば、市域全面積は58.5平方マイル (151.5 km2)、このうち陸地は58.0平方マイル (150.3 km2)、水域は0.5平方マイル (1.2 km2)で水域率は0.82％である。

### 気候
マッキニーは温暖湿潤気候（ケッペンの気候区分"Cfa"）に属すると考えられている。
- 平均して最も暑い月は7月である。
- 過去最高気温は1936年の 118°F (48℃) だった。
- 平均して最も寒い月は1月である。
- 過去最高気温は1989年の −7°F (−22℃) だった。
- 5月が最も雨の多い月である。

### 交通
マッキニー市内にはアメリカ国道75号線と同380号線が通っている。コリン郡地域空港が市内にある。市境には州道121号線が走り、その一部区間は有料道路とするために現在建設中である。近くのプラノとは異なり、ダラス地域高速鉄道のライトレールが通ってはいない。しかし、今後現在線を使ってマッキニーまで延伸する可能性がある。
マッキニー市の南部（エルドラード・パークウェイより南）のクレイグ・ランチには、クレイグ・ランチが経営するトローリー線が運行されている。

#### 主要高規格道路
- アメリカ国道75号線
- アメリカ国道380号線
- テキサス州道5号線
- テキサス州道121号線

#### 鉄道
- ダラス・ガーランド北東部鉄道

## 政治

### 市政府
マッキニー市の発行する包括的年間財政報告書に拠れば、市の予算は歳入1億9,480万ドル、歳出1億8,250万ドルとなっており、総資産1億4,450万ドル、総負債2,480万ドル、現金と投資額1億2,770万ドルとなっている。

## 教育

### カレッジ
市内にはコリン・カレッジのセントラルパーク・キャンパスがある。1986年1月に開校し、2009年には新しい図書館が追加された。

### 公共教育
マッキニー市の公共教育は主にマッキニー独立教育学区が管轄しているが、西部の幾らかは隣接するフリスコ独立教育学区に、南部はアレン独立教育学区に入っている。
高校はマッキニー高校など4校ある。2006年の雑誌「ニューズウィーク」による全国学校ランキングでは、マッキニー高校が対象1,000校のうちの191位にランクされ、マッキニー北高校は237位だった。2008年のランキングではマッキニー高校が対象1,300校のうちの642位にランクされ、マッキニー北高校は771位だった。
「ダラス・モーニングニュース」紙では、アメリカンフットボールの評価でマッキニー北高校が州内第4位、地域内で第3位に挙げられた。
中学校はダウェル中学など5校、小学校はベネット小学校など19校がある。このうち8つの小学校が2006年のテキサス州月刊誌によって「テキサス州最良の公立学校」リストに入った。

## 経済
マッキニー市の発行する包括的年間財政報告書に拠れば、市内の主要雇用主11傑は以下の通りである。
| 順位 | 雇用主                                         | 従業員数 |
| ---- | ---------------------------------------------- | -------- |
| 1    | レイセオン                                     | 2,980    |
| 2    | マッキニー独立教育学区                         | 2,649    |
| 3    | コリン郡                                       | 1,700    |
| 4    | ウォルマート                                   | 1,275    |
| 5    | ラッティモア・マテリアルズ                     | 1,100    |
| 6    | ブロックバスター・エンタテインメント・グループ | 955      |
| 7    | マッキニー医療センター                         | 928      |
| 8    | マッキニー市                                   | 833      |
| 9    | コリン・カレッジ                               | 809      |
| 10   | トーチマーク                                   | 800      |
| 11   | エンコア・ワイヤ                               | 700      |

## ニュースに取り上げられたマッキニー
2010年8月、CNNの雑誌「マネー｣の「全米で住みたい場所リスト」ではマッキニーが第5位になった。テキサス州で10傑に入ったのはマッキニー市だけだった。「マネー」誌は「ダラスに近い多くの町が低犯罪率、手頃な住宅価格および良い仕事がある。マッキニーも例外ではない。そこを際立たせているのは中心街の宝石である。...マッキニーは過去10年間で狂気のように成長したが、池や公園、散歩道で囲まれ樹木が繁る地域をドライブすればそれが嘘のように思われる」と報告した。
過去7年間、市内に建てられた環境性能評価システムに叶い持続可能な建物のことで全国紙の注目を集めてきた。市内にはウェストワールド・ホールディングスが投機的に開発し、環境性能評価システムで初めてプラチナ認証した民間開発オフィスビルや、州内初の持続可能な学校であるロイ・リー・ウォーカー小学校がある。ゲンスラー社が設計したパット・ロブ・トヨタは初の環境性能評価システム・シルバー認証の自動車販売店となり、世界中からの訪問者を受け入れる自動車販売店の緑化について折り紙つきのものになってきた。
さらに、ウォルマート店舗で実験的に持続可能にした2店舗の1つがマッキニー市内にある（ウォルマートは環境性能評価システムの認証を求めていない）。この施設は太陽光発電、雨水再利用システム、廃油暖房システムおよび2基の風力発電システム（バーギー・ウィンドパワー社製定格50 kw と1 kw）など、多くの持続可能な設計要素と概念を試験し促進するために工夫された。
テレビ局ライフタイムの映画『Fab Five: The Texas Cheerleader Scandal』はマッキニー北部で起こった実話を元にしている。監督はコリン・カレッジの卒業者サミー・マッキーだった。
マッキニーでの住宅開発であるストーンブリッジ・ランチのアドリアティカは、クロアチアのブラチ島にあるスペタルの町を部分的に忠実に再現して建設されたので、最近クロアチアのニュースで取り上げられた。

## 著名な出身者と住人
- ロバート・リチャードソン・ジュニア：NASCARのドライバー
- ジェイムズ・W・スロックモートン：第12代テキサス州知事、アメリカ合衆国下院議員、テキサス州上院議員[13]
- ニック・スミス：著名な婦人帽子職人、著作家
- チャック・イーストム：著作家、コンピュータ科学者[14]
- クレイグ・ノール：アメリカンフットボールのプロ選手
- アブダルラヒム：コメディアン
- マイク・ボルシンガー：プロ野球選手
- ライアン・メリット：プロ野球選手